# Agricola (Pelagianer)
Agricola (um 429) war ein britischer Theologe, der den Pelagianismus vertrat.
Agricola war laut der Chronik von Prosper Tiro von Aquitanien zum Jahr 429 der Sohn des ebenfalls pelagianischen Bischofs Severianus. Er wollte zunächst in den Orient, um dort asketisch zu leben. In Sizilien lernte er eine vornehme Römerin kennen, die ihn für die pelagianische Askese gewann. Prosper von Aquitanien berichtete dann vor allem von der Auseinandersetzung zwischen Agricola und Germanus von Auxerre.